# Philodromus latrophagus
Philodromus latrophagus es una especie de araña cangrejo del género Philodromus, familia Philodromidae. Fue descrita científicamente por Levy en 1999.

## Distribución
Esta especie se encuentra en Israel y Emiratos Árabes Unidos.